# Saving Molly
Saving Mollyとは、北京のバンド。2007年9月結成。メンバーは錫林呼・王迪・郝爽・潘雷・李文博。音楽スタイルは ポスト・ハードコア、ハードコア・パンク。

## バイオグラフィ
2008年6月からライブをはじめる。6月27日、13CLUBで行われた“金属戦火 - 全球金属楽隊争覇賽 中国賽区掲幕戦”総決賽に出場し、推薦新人賞を獲得した。7月17日、MAOでライブを行った。7月18日、13CLUBでライブを行った。8月、王迪が脱退し、苗雨佳（G）が加入した。9月13日、13CLUBでライブを行った。9月20日、13CLUBでライブを行った。9月26日、星光現場音楽庁でライブを行った。10月1日、河北省唐山の月[土它]島で行われた“首届月[土它]島海洋音楽節”に参加した。10月5日、廊坊大学城でライブを行った。10月11日、星光現場音楽庁でライブを行った。10月17日、13CLUBでライブを行った。10月31日、豪運酒[ﾛ巴]でライブを行った。11月7日、天津の紅橋意庫創意園区A庫で行われた“天津第三届原創音楽季 群英会”に参加した。11月14日、13CLUBで行われた軍械所楽隊の2ndアルバム発表会にゲスト出演した。11月29日、13CLUBでライブを行った。12月10日、MAOでライブを行った。
2009年2月27日、天津の13CLUB天津店でライブを行った。2月28日、13CLUBでライブを行った。4月30日、13CLUBで行われた台湾のバンド・SOE楽団のライブの前座を務めた。5月2日、豪運酒[ﾛ巴]で行われた“首届衆神復活金属音楽節”に参加した。5月29日、13CLUBで行われた“金属戦火 - 全球金属楽隊争覇賽 中国賽区”初賽に出場した。7月30日、奥体中心北門足球場で行われた“夏日領航2009大型音楽季”に参加した。8月2日、北京海淀公園大草坪で行われた“海淀公園音楽季 - 音楽街”に参加した。9月19日、北京市通州区の北京宋庄文化芸術節開幕式舞台で行われた“北京青年揺滾群落 -- 2009宋庄現代音楽会”に参加した。12月30日、インディーズ1stEP『Special Limited Edition』を発表した。12月31日、13CLUBでライブを行った。
2010年のメンバーは錫林呼・喬坤・郝爽・潘雷・李文博。1月16日、北京軍都山滑雪場で行われた“雪地電影音楽節”に参加した。3月12日、13CLUBで行われた鋸楽隊のインディーズ1stアルバム発表会にゲスト出演した。4月3日、青島の猫頭鷹酒[ﾛ巴]でライブを行った。4月9日、南京の古堡酒[ﾛ巴]でライブを行った。

## メンバー
| 現在のメンバー - 錫林呼 - Vocal (2007 - ) - 阿迪亞 - Guitar (2011 - ) - 李海 - Bass (2012 - ) - 吳天龍 - Drums (2011 - ) | 元メンバー - 王迪 (2007 - 2008) - 苗雨佳 (2008 - 2009) - 喬坤 (2009 - 2010) - 郝爽 (2007 - 2010) - 李文博 (2007 - 2010) - 潘雷 (2007 - 2012) |

## ディスコグラフィ
EP
- Saving Molly (2009)
- Saving Molly (Special Limited Edition) (2010)

その他
| Year | Song         | Album         |
| ---- | ------------ | ------------- |
| 2012 | To My Friend | Core In China |